# Édouard Fritch
Édouard Fritch (Papeete, 4 gennaio 1952) è un politico francese, Presidente della Polinesia francese dal 12 settembre 2014.